# Guitar Hero II
Guitar Hero II é um jogo eletrônico de ritmo musical desenvolvido pela Harmonix e publicado pela RedOctane. Ele é o segundo título da série Guitar Hero e a sequência direta de Guitar Hero. Foi primeiramente lançado para PlayStation 2 em novembro de 2006 e então convertido para Xbox 360 em abril de 2007, com conteúdo adicional não presente na versão para PlayStation 2.

## Trilha sonora
| Ano  | Título                                | Artista                  | Master recording? | Grupo (PS2)                   | Grupo (Xbox 360)              |
| ---- | ------------------------------------- | ------------------------ | ----------------- | ----------------------------- | ----------------------------- |
| 1977 | "Bad Reputation"                      | Thin Lizzy               | Não               | 5. Return of the Shred        | 5. Return of the Shred        |
| 2005 | "Beast and the Harlot"                | Avenged Sevenfold        | Não               | 8. Face-Melters               | 8. Face-Melters               |
| 1973 | "Billion Dollar Babies"               | Alice Cooper             | Não               | —                             | 3. String-Snappers            |
| 1971 | "Can't You Hear Me Knockin'"          | The Rolling Stones       | Não               | 4. Thrash and Burn            | 4. Thrash and Burn            |
| 2000 | "Carry Me Home"                       | The Living End           | Não               | 7. Furious Fretwork           | 8. Face-Melters               |
| 1976 | "Carry on Wayward Son"                | Kansas                   | Não               | 2. Amp Warmers Encore         | 3. String-Snappers            |
| 1990 | "Cherry Pie"                          | Warrant                  | Não               | 4. Thrash and Burn            | 2. Amp Warmers                |
| 1976 | "Crazy on You"                        | Heart                    | Não               | 6. Relentless Riffs           | 6. Relentless Riffs           |
| 2006 | "Dead!"                               | My Chemical Romance      | Sim               | —                             | 6. Relentless Riffs           |
| 1973 | "Free Bird"                           | Lynyrd Skynyrd           | Não               | 8. Face-Melters Encore        | 8. Face-Melters Encore        |
| 2006 | "Freya"                               | The Sword                | Não               | 5. Return of the Shred        | 6. Relentless Riffs           |
| 1991 | "Girlfriend"                          | Matthew Sweet            | Não               | 4. Thrash and Burn            | 4. Thrash and Burn            |
| 1990 | "Hangar 18"                           | Megadeth                 | Não               | 8. Face-Melters               | 8. Face-Melters               |
| 1993 | "Heart-Shaped Box"                    | Nirvana                  | Não               | 2. Amp Warmers                | 1. Opening Licks              |
| 1968 | "Hush"                                | Deep Purple              | Não               | —                             | 4. Thrash and Burn            |
| 1983 | "Institutionalized"                   | Suicidal Tendencies      | Não               | 8. Face-Melters               | 8. Face-Melters               |
| 1973 | "Jessica"                             | The Allman Brothers Band | Não               | 6. Relentless Riffs           | 5. Return of the Shred        |
| 1990 | "John the Fisherman"                  | Primus                   | Sim               | 5. Return of the Shred        | 5. Return of the Shred        |
| 1992 | "Killing in the Name"                 | Rage Against the Machine | Não               | 5. Return of the Shred        | 6. Relentless Riffs           |
| 2004 | "Laid to Rest"                        | Lamb of God              | Não               | 7. Furious Fretwork           | 7. Furious Fretwork           |
| 1977 | "Last Child"                          | Aerosmith                | Não               | 5. Return of the Shred Encore | 5. Return of the Shred Encore |
| 2006 | "Life Wasted"                         | Pearl Jam                | Não               | —                             | 2. Amp Warmers                |
| 1985 | "Madhouse"                            | Anthrax                  | Não               | 7. Furious Fretwork           | 7. Furious Fretwork           |
| 1979 | "Message in a Bottle"                 | The Police               | Não               | 2. Amp Warmers                | 3. String-Snappers            |
| 1962 | "Misirlou"                            | Dick Dale                | Não               | 8. Face-Melters               | 8. Face-Melters               |
| 1997 | "Monkey Wrench"                       | Foo Fighters             | Não               | 3. String-Snappers            | 4. Thrash and Burn            |
| 1988 | "Mother"                              | Danzig                   | Não               | 1. Opening Licks              | 2. Amp Warmers                |
| 1994 | "Possum Kingdom"                      | Toadies                  | Sim               | —                             | 1. Opening Licks              |
| 1990 | "Psychobilly Freakout"                | Reverend Horton Heat     | Não               | 7. Furious Fretwork           | 7. Furious Fretwork           |
| 1970 | "Rock and Roll Hoochie Koo"           | Rick Derringer           | Não               | —                             | 5. Return of the Shred        |
| 1981 | "Rock This Town"                      | Stray Cats               | Não               | 6. Relentless Riffs           | 7. Furious Fretwork           |
| 1994 | "Salvation"                           | Rancid                   | Não               | —                             | 1. Opening Licks              |
| 1973 | "Search and Destroy"                  | Iggy Pop and the Stooges | Não               | 3. String-Snappers            | 3. String-Snappers            |
| 1983 | "Shout at the Devil"                  | Mötley Crüe              | Não               | 1. Opening Licks              | 1. Opening Licks Encore       |
| 1990 | "Stop"                                | Jane's Addiction         | Sim               | 6. Relentless Riffs Encore    | 6. Relentless Riffs Encore    |
| 1974 | "Strutter"                            | Kiss                     | Não               | 2. Amp Warmers                | 1. Opening Licks              |
| 1978 | "Surrender"                           | Cheap Trick              | Não               | 1. Opening Licks              | 1. Opening Licks              |
| 1987 | "Sweet Child O' Mine"                 | Guns N' Roses            | Não               | 4. Thrash and Burn Encore     | 4. Thrash and Burn Encore     |
| 1980 | "Tattooed Love Boys"                  | The Pretenders           | Não               | 3. String-Snappers            | 5. Return of the Shred        |
| 1992 | "Them Bones"                          | Alice in Chains          | Não               | 3. String-Snappers            | 3. String-Snappers            |
| 1984 | "Tonight I'm Gonna Rock You Tonight"  | Spinal Tap               | Não               | 1. Opening Licks Encore       | 2. Amp Warmers Encore         |
| 1996 | "Trippin' on a Hole in a Paper Heart" | Stone Temple Pilots      | Não               | 6. Relentless Riffs           | 6. Relentless Riffs           |
| 1983 | "The Trooper"                         | Iron Maiden              | Não               | —                             | 7. Furious Fretwork           |
| 1970 | "War Pigs"                            | Black Sabbath            | Não               | 3. String-Snappers Encore     | 3. String-Snappers Encore     |
| 1993 | "Who Was in My Room Last Night?"      | The Butthole Surfers     | Não               | 4. Thrash and Burn            | 4. Thrash and Burn            |
| 2006 | "Woman"                               | Wolfmother               | Não               | 1. Opening Licks              | 2. Amp Warmers                |
| 1978 | "You Really Got Me"                   | Van Halen                | Não               | 2. Amp Warmers                | 2. Amp Warmers                |
| 1981 | "YYZ"                                 | Rush                     | Não               | 7. Furious Fretwork Encore    | 7. Furious Fretwork Encore    |

1. 1 2 3 4 5 6 7 8 9 10 11 12  Esta música possui guitarra rítmica ao invés de baixo no modo cooperativo.

### Faixas bônus
A maioria das músicas bônus são de bandas pouco conhecidas, que lançaram apenas singles para entrar no jogo, sendo todas elas do ano 2000 em diante. A RedOctane organizou até um concurso ("Be a Guitar Hero") para que bandas descohecidas pudessem divulgar seu trabalho pelo jogo. A banda vencedora (The Last Vegas) teve o direito de estrelar com uma de suas faixas em Guitar Hero II, a música "Raw Dog". Ao total, são 24 na versão para PS2 e 26 na versão para Xbox 360.
| Ano  | Título                       | Artista                                         | Master recording? |
| ---- | ---------------------------- | ----------------------------------------------- | ----------------- |
| 2006 | "Arterial Black"             | Drist                                           | Sim               |
| 2006 | "Collide"                    | Anarchy Club                                    | Sim               |
| 2006 | "Drink Up"                   | Ounce of Self                                   | Sim               |
| 2006 | "Elephant Bones"             | That Handsome Devil                             | Sim               |
| 2006 | "Fall of Pangea"             | Valient Thorr                                   | Sim               |
| 2006 | "FTK"                        | Vagiant                                         | Sim               |
| 2004 | "Gemini"                     | Brian Kahanek                                   | Sim               |
| 2006 | "Jordan"                     | Buckethead                                      | Sim               |
| 2006 | "Kicked to the Curb"         | Noble Rot                                       | Sim               |
| 2006 | "Laughtrack"                 | The Acro-Brats                                  | Sim               |
| 2006 | "Less Talk More Rokk"        | Freezepop                                       | Sim               |
| 1999 | "Mr. Fix It"                 | The Amazing Crowns                              | Sim               |
| 2006 | "One for the Road"           | The Breaking Wheel                              | Sim               |
| 2006 | "Parasite"                   | The Neighborhoods                               | Sim               |
| 2006 | "Push Push (Lady Lightning)" | Bang Camaro                                     | Sim               |
| 2006 | "Radium Eyes"                | Count Zero                                      | Sim               |
| 2006 | "Raw Dog"                    | The Last Vegas                                  | Sim               |
| 2006 | "Red Lottery"                | Megasus                                         | Sim               |
| 2005 | "Six"                        | All That Remains                                | Sim               |
| 2006 | "Soy Bomb"                   | Honest Bob and the Factory-to-Dealer Incentives | Sim               |
| 2004 | "The Light That Blinds"      | Shadows Fall                                    | Sim               |
| 2006 | "The New Black"              | Every Time I Die                                | Sim               |
| 2006 | "Thunderhorse"               | Dethklok                                        | Sim               |
| 2003 | "Trogdor"                    | Strong Bad                                      | Sim               |
| 2006 | "X-Stream"                   | Voivod                                          | Sim               |
| 2006 | "Yes We Can"                 | Made in Mexico                                  | Sim               |

1. 1 2 3 4 5  Esta música possui um ritmo de guitarras ao invés de baixo no modo cooperativo.
2. 1 2  Música exclusiva à versão para Xbox 360